# Iturralde, Mexiko
Iturralde är en ort i Mexiko.   Den ligger i kommunen Coronado och delstaten Chihuahua, i den centrala delen av landet, 1 000 km nordväst om huvudstaden Mexico City. Iturralde ligger 1 489 meter över havet och antalet invånare är 276.
Terrängen runt Iturralde är platt åt nordväst, men åt sydost är den kuperad.  Trakten runt Iturralde är nära nog obefolkad, med mindre än två invånare per kvadratkilometer. Närmaste större samhälle är José Esteban Coronado, 7,4 km söder om Iturralde. Omgivningarna runt Iturralde är i huvudsak ett öppet busklandskap.